# Oszlopnyak
Az oszlopnyak vagy hüpotrakhélion az építészetben  az oszlopfő legalsó, a kehely alatti szakasza, amely általában az oszloptörzs vonalát folytatja, de különböző tagozatokkal formai átmenetet biztosít a törzs és az oszlopfő között.
A dór oszlopoknál az oszloptörzstől finom bemetszés (scamillum), a ión és a toszkán oszlopokon fél vagy háromnegyed kör keresztmetszetű, gyöngysorral díszített pálcatagozat, az asztragalosz választja el.